# 賓州大道935
《賓州大道935》是英國作家湯姆·羅伯·史密斯的著的犯罪小說，於2011年推出，是《第44個孩子》的最後一部。

## 故事簡介
李奧一家在匈牙利平安回到蘇聯後，又平安度過了數年，左雅和艾蓮娜都已經長大。這些時候，冷戰期間的蘇聯和美國安排了場親善音樂會，安排了蘇聯的學生到美國和美國學生一同表演，左雅和艾蓮娜都提表演學生之一，瑞莎更是領隊老師。到了美國後，艾蓮娜擅自行動，尋找一位過氣的、支持共產主義的黑人歌手。結果該名歌手被人槍殺，瑞莎也被人殺了。李奧之後十分憤怒，欲到美國調查事件，但蘇聯當局不批准。他曾經試過偷渡出境，但不成功，結果被派遣到阿富汗。在阿富汗度過了七個年頭，紐約事件也過了十五年，李奧藉阿富汗戰爭期間，向美國投誠尋求政治疪護。李奧最終得償所願，到了美國查出殺瑞莎的兇手。